# Rully, Calvados

Rully este o comună în departamentul Calvados, Franța. În 1 ianuarie 2018 avea o populație de 221 de locuitori.